# 罗格·奥尔松
罗格·奥尔松（瑞典語：Roger Olsson，1944年1月30日—），瑞典男子冰球运动员，场上位置是前锋。他曾代表瑞典国家队参加1968年冬季奥林匹克运动会冰球比赛，获得第4名。